# Glebula rotundata
Glebula rotundata är en musselart som först beskrevs av Jean-Baptiste Lamarck 1819.  Glebula rotundata ingår i släktet Glebula och familjen målarmusslor. Inga underarter finns listade i Catalogue of Life.